# Das Offenbarungsverständnis und die Geschichtstheologie Bonaventuras
Das Offenbarungsverständnis und die Geschichtstheologie Bonaventuras ist die von Joseph Ratzinger, dem späteren Papst Benedikt XVI., 1955 an der Ludwig-Maximilians-Universität München eingereichte Habilitationsschrift in ihrer ursprünglichen Fassung. Sie wurde zunächst wegen der ablehnenden Haltung des als Korreferent bestellten Dogmatikers Michael Schmaus zurückgewiesen. Ratzinger ergänzte und überarbeitete binnen kurzer Zeit den nicht beanstandeten dritten Teil der Studie und reichte ihn unter dem Titel Die Geschichtstheologie des heiligen Bonaventura erneut ein. Diese zweite Fassung wurde Anfang 1957 von der Universität als Habilitationsschrift angenommen. Die ersten zwei Abschnitte der ursprünglichen Arbeit, Bonaventuras Verständnis von Offenbarung und seine Auffassung von Heilsgeschichte betreffend – und damit den überwiegenden Teil der ursprünglichen Arbeit – ließ Ratzinger in der zweiten, schließlich angenommenen Fassung fort; sie wurden erstmals im Jahr 2009 – über fünfzig Jahre später – veröffentlicht.

## Themenstellung und historischer Hintergrund

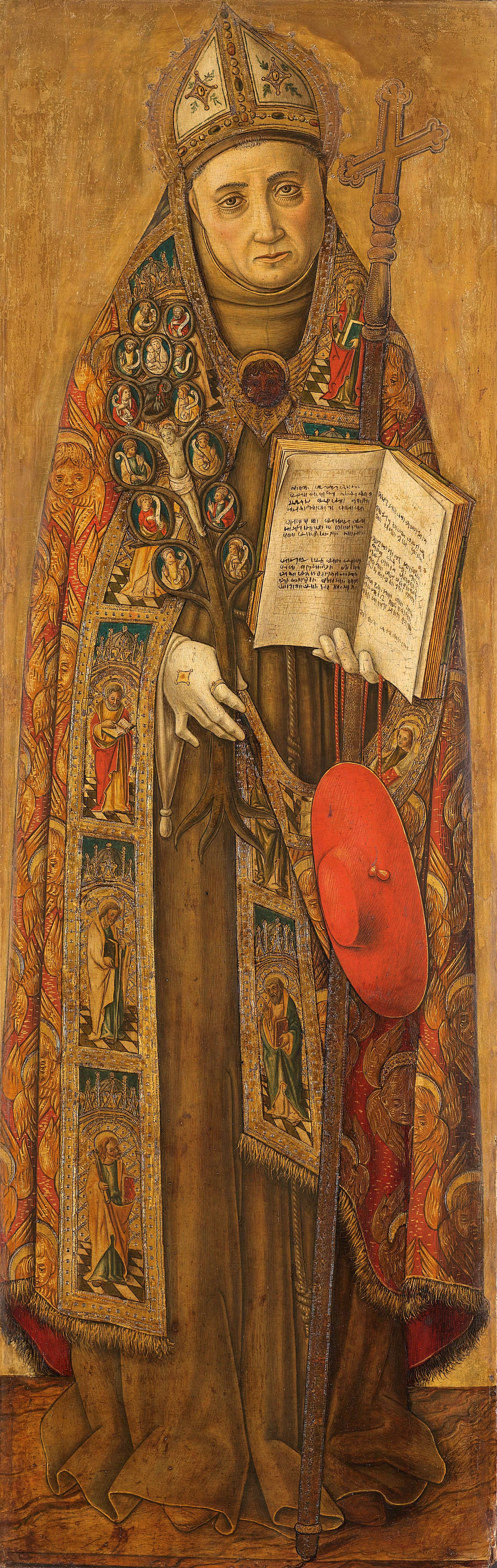
Bonaventura

Die Arbeit wurde von Gottlieb Söhngen angeregt, der bereits die Doktorarbeit Ratzingers, Volk und Haus Gottes in Augustins Lehre von der Kirche, betreut hatte. Söhngen, ein Kenner des Werkes Bonaventuras, beauftragte Ratzinger herauszufinden, „wie Bonaventura Offenbarung verstanden hatte und ob es bei ihm so etwas wie eine Vorstellung von Heilsgeschichte gebe“.
Der zwischen evangelischer und katholischer Theologie seit jeher kontroverse Offenbarungsbegriff war vor dem Hintergrund der umstrittenen Erhebung der Aufnahme Mariens in den Himmel zum Dogma durch Papst Pius XII. im Jahr 1950 in das Feld besonderen Interesses geraten. Das Thema Heilsgeschichte war durch Oscar Cullmanns Buch Christus und die Zeit von 1946 aktualisiert worden.

## Zielsetzung und methodischer Ansatz
Ratzingers Arbeit ist weniger als literaturhistorische Spezialforschung, sondern vielmehr als Beitrag zur Geschichte einer noch immer aktuellen fundamentaltheologischen Fragestellung zu verstehen. Mit der Erhellung des Vergangenen soll zugleich dem Verständnis des Gegenwärtigen gedient werden. Es handelt sich gewissermaßen um die Bearbeitung einer fundamentaltheologischen Fragestellung mit einem mittelalterlichen Diskussionspartner, Bonaventura.
Bei der Bearbeitung sollte einerseits vermieden werden, Aussagen alter Autoren nur zu wiederholen und so ihren lebendigen Inhalt und seinen Bezug zur Gegenwart nicht in den Blick zu bekommen, andererseits aber auch vermieden werden, gegenwärtige Fragestellungen und ihre möglichen Lösungen unter vorgefassten Meinungen in das in der Vergangenheit geschriebene fälschlich hineinzulesen. Es sollten diejenigen Selbstverständlichkeiten des mittelalterlichen Autors sichtbar werden, die heute nicht mehr selbstverständlich sind. Als fruchtbar erwiesen sich laut Ratzinger dabei gerade die Stellen, die für den heutigen Leser unverständlich und fremd geworden sind.
Bei der Formulierung des eigenen Vorverständnisses von Offenbarung, von dem Ratzinger als Forscher bei der Untersuchung der Beiträge Bonaventuras ausging, war es ihm wichtig, dieses Vorverständnis möglichst weit zu fassen. Insbesondere sollten auch Anregungen aus der evangelischen Theologie aufgenommen werden.
Damit wollte Ratzinger Bonaventura gerecht werden als
„Zeuge einer katholischen Theologie, die sich ihres evangelischen Erbes noch nachdrücklicher bewusst war als so manche spätere Theologien, die mehr gegenreformatorisch als katholisch zu sein scheinen“.

## Ergebnisse
Ratzingers Analysen zeigten, dass es bei Bonaventura keinen Begriff gab, der dem modernen Verständnis des Begriffs „Offenbarung“ entspricht. Die direkte Übersetzung von „Offenbarung“ – „revelatio“ – stellt bei Bonaventura nur einen Teilaspekt dessen dar, was Ratzinger als sein Verständnis von Offenbarung gefunden hat, neben anderen Teilaspekten, etwa „manifestatio“, „doctrina“ oder „fides“. Bei Bonaventura ist Offenbarung nie etwas objektiv Gegebenes, zur Verfügung stehendes – wie es etwa im Reden von der Heiligen Schrift als der Offenbarung erscheint. Vielmehr versteht Bonaventura Offenbarung im Sinne eines Aktbegriffes, zu dem immer auch das Subjekt gehört, dem offenbart wird. So tritt bei den Aposteln zum geschichtlichen Ereignis, „apparitio“, die Erleuchtung, „inspiratio“, zum Lesen und Verstehen der Schrift tritt ein inneres Offenbarwerden, „revelatio“, damit Offenbarung geschieht. Nach diesem Verständnis geht Offenbarung ihren materialen Niederschlägen – etwa der Heiligen Schrift – stets voraus und übersteigt sie; ein Sola scriptura wie von Martin Luther formuliert, ist damit unvereinbar.

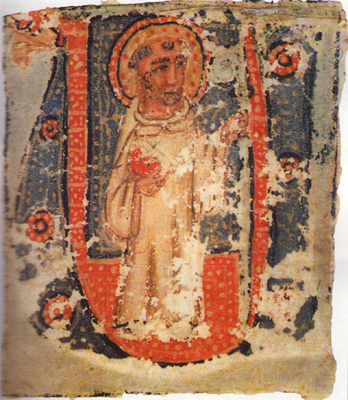
Joachim von Fiore

Bonaventuras Auffassung von Heilsgeschichte ist laut Ratzinger nicht die eines festen Bestandes vorhandener Lehren, aus denen im Laufe der Dogmenentwicklung im Sinne von Syllogismen Neues abgeleitet wird, sondern die einer fortdauernden Heilsgeschichte, bei der die Kirche die Stelle des Subjektes einnimmt, dem offenbart wird.
Ratzingers Analyse zu Bonaventuras Geschichtstheologie erwies, dass Bonaventura versucht hatte, Gedanken von Joachim von Fiore aufzugreifen – ganz im Gegensatz zur damals herrschenden Meinung, die davon ausging, dass Bonaventura Joachim nicht beachtet hatte. Ausgangspunkt Ratzingers war die Tatsache, dass Bonaventura als General des Franziskanerordens in die Auseinandersetzung um Joachims Prophetie verstrickt war, die dem heiligen Franziskus eine herausragende Stellung in einer Drei-Reiche-Lehre zuwies. Joachims Thesen hatten zu Strömungen im Orden geführt, die zu Unruhe und Konflikten mit dem Papst geführt hatten. Ratzinger fand, dass Bonaventura in vermittelnder Absicht, um Frieden in den Orden zu bringen, Teile der Thesen des umstrittenen Joachim bei der Abfassung seiner Collationes in Hexaemeron aufnahm und in die kirchliche Ordnung integrierte.

## Ablehnung und letztliche Annahme als Qualifikationsarbeit

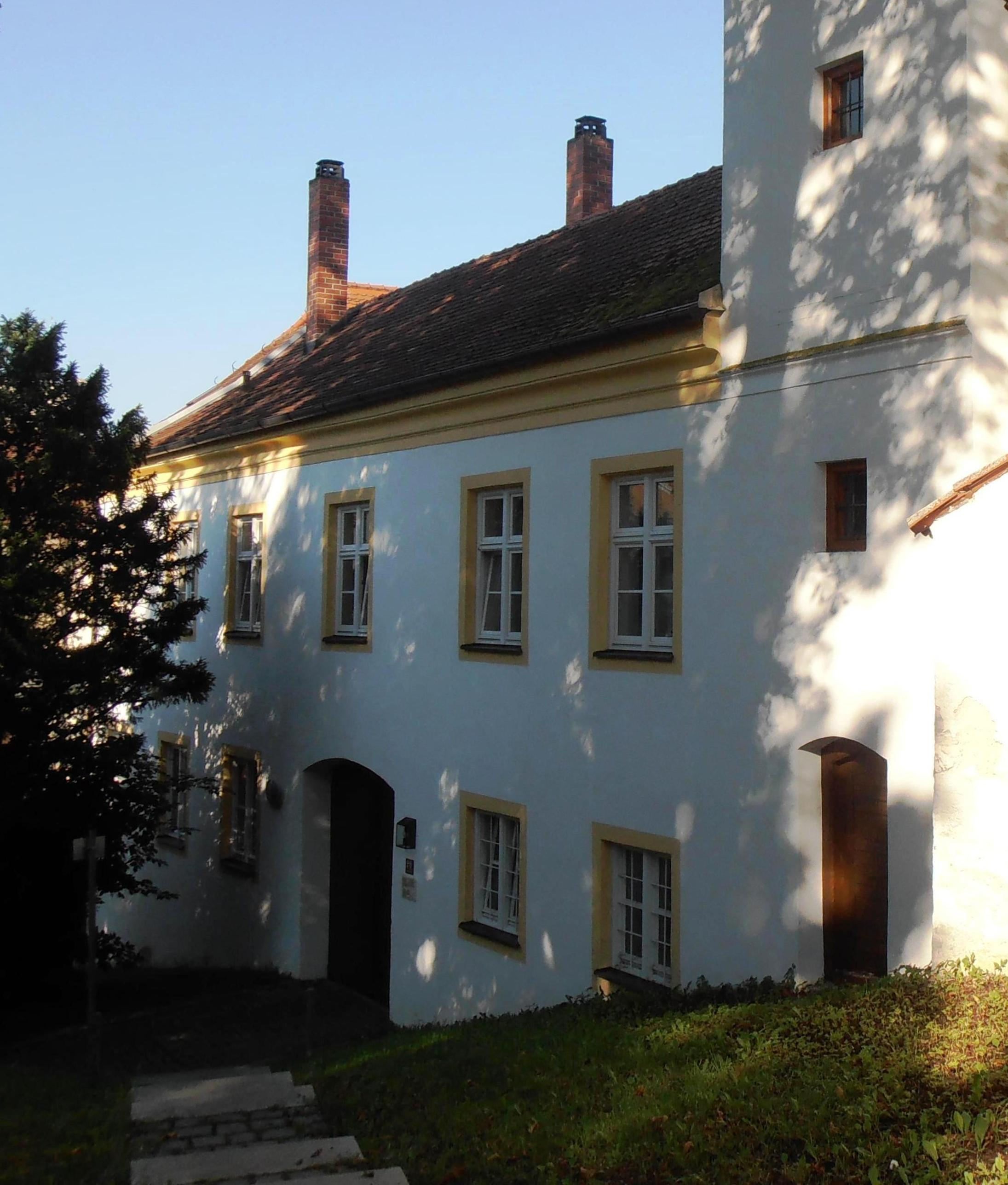
Domherrenhof in Freising, von 1955 bis 1959 Wohnort Ratzingers

Am 15. September 1955 reichte Ratzinger die Arbeit ein. Söhngen als Hauptreferent äußerte sich bald als begeistert von der Schrift. Anlässlich einer Dogmatikertagung zu Ostern 1956 allerdings teilte Michael Schmaus als Korreferent für die Arbeit Ratzinger mit, dass er die Schrift als nach den wissenschaftlichen Maßstäben ungenügend ablehnte. Das für die Habilitation zuständige Fakultätskollegium entschied nach einer Diskussion dennoch, die eingereichte Fassung nicht endgültig abzulehnen, sondern zur Überarbeitung zurückzugeben. Auf Grund seiner zahllosen Beanstandungen meinte der Korreferent, dass die erforderte Umarbeitung über Jahre hindauern würde.
Ratzinger schildert in seinen Lebenserinnerungen eindringlich den Schock, den ihm die Zurückweisung der Habilitationsschrift versetzte; er sah nicht nur die eigene Lebensplanung durchkreuzt, sondern auch die Zukunft seiner Eltern gefährdet: Er hatte 1955 eine für die Familie ausreichend geräumige Professorenwohnung im Domherrenhaus am Freisinger Domberg 26 bezogen. Im Vertrauen darauf, dass die Habilitation gesichert war und er damit eine in Aussicht gestellte Professur an der Philosophisch-Theologischen Hochschule antreten konnte, hatte er die gebrechlichen Eltern im Herbst desselben Jahres veranlasst, ihr Eigenheim in Hufschlag bei Traunstein aufzugeben, um zu ihm in die Professorenwohnung zu ziehen – deren Verlust nun drohte. Selbst als im Frühjahr des folgenden Jahres die Habilitation schließlich zu einem guten Ende geführt werden konnte, habe er sich unter dem Eindruck der Ereignisse zunächst nicht freuen können.
Die von Michael Schmaus an der Arbeit angebrachten Korrekturen und Beanstandungen werden von der Universität München weiterhin unter Verschluss gehalten; eine Kopie seiner Gutachten aus privater Quelle war Anfang 2024 Grundlage ihrer Veröffentlichung. In seinen Lebenserinnerungen führte Ratzinger viele Jahre später einige Gründe an, die Schmaus seiner Meinung nach hatte, als er die Schrift ablehnte. So hätte sich Schmaus zum einen an der in der Arbeit geäußerten Kritik an seinen Positionen in der Mediävistik gestoßen, außerdem an der Tatsache, dass Ratzinger die Arbeit unter der Betreuung Söhngens schrieb und sich nicht an ihn, Schmaus, als Mediävisten der Fakultät gewandt hatte. Ein weiterer Hauptgrund für die Ablehnung sei laut Ratzinger das Hauptergebnis der ersten Abschnitte gewesen – das von ihm gefundene und in der Arbeit behauptete aktbezogene Verständnis von Offenbarung bei Bonaventura, das ein verstehendes Subjekt als notwendigen Bestandteil der Offenbarung voraussetzt. Schmaus habe dieses Ergebnis für eine Fehlinterpretation von Bonaventuras Schriften gehalten und darüber hinaus für „einen gefährlichen Modernismus, der auf die Subjektivierung des Offenbarungsbegriffes hinauslaufen müsse“. Die unzureichende Form des Manuskriptes, laut Ratzinger zurückzuführen auf die von ihm beauftragte Schreiberin, habe ein Übriges getan.
Nach der vorläufigen Zurückweisung der Schrift überarbeitete Ratzinger ihren unbeanstandet gebliebenen dritten Teil, der sich mit der Geschichtstheologie Bonaventuras befasste, und baute ihn zu einer eigenständigen Arbeit aus, die er bereits im Oktober desselben Jahres 1956 erneut einreichte. Die ersten beiden Teile, Bonaventuras Offenbarungsbegriff und seine Auffassung von der Heilsgeschichte betreffend, ließ er fort. Diesmal wurde die Arbeit angenommen. Im Anschluss an Ratzingers Habilitationsvorlesung im Februar 1957 debattierten Söhngen als Referent der Arbeit und Schmaus als ihr Korreferent heftig. In der folgenden Fakultätssitzung wurde beschlossen, Ratzinger zu habilitieren.

## Rezeption und Nachwirkungen
Bald nach der Veröffentlichung des als Habilitationsschrift akzeptierten Teils der Arbeit unter dem Titel Die Geschichtstheologie des heiligen Bonaventura erschienen Rezensionen seiner Arbeit. Zwei davon wurden 2011 nach Erscheinen der gesamten Habilitationsschrift Ratzingers neu herausgebracht.
Anlässlich der Herausgabe von Ratzingers ungekürzter Habilitationsschrift wurde noch im Herbst 2009 durch das Institut Papst Benedikt XVI. ein Symposium zu dem Werk organisiert. Ein Band, der die Beiträge zusammenfasst, erschien 2011. Rudolf Voderholzer, Teilnehmer des Symposiums, brachte die Bedeutung von Ratzingers Analysen zum Offenbarungsbegriff für die kirchliche Lehrautorität besonders pointiert zum Ausdruck:
„Mit dem Aufweis des konstitutiven Verknüpftseins von Offenbarung und Kirche (die Größen „Tradition“, „kirchliches Lehramt“, „Regula fidei“ umfassend) gelingt Joseph Ratzinger letztlich eine Begründung der kirchlichen Lehrautorität im christlichen Ursprungsgeschehen, die wesentlich tiefer greift als eine bloß theologisch-positivistisch behauptete, von außen autoritativ an die Schrift herangetragene Bedeutung. Es ist paradox, dass eine Studie mit einem solchen die kirchliche Lehrautorität im Offenbarungsgeschehen selbst gründenden Ergebnis offenkundig in Sorge um den rechten Glauben beinahe verhindert worden wäre.“
Ratzinger war als Konzilstheologe wesentlich am Zustandekommen der Konstitution über die Göttliche Offenbarung des II. Vatikanischen Konzils Dei verbum beteiligt. Dabei seien ihm die Ergebnisse seiner Analysen zu Bonaventuras Offenbarungsbegriffs zugutegekommen. Unmittelbar vor Konzilsbeginn hielt er vor den deutschsprachigen Bischöfen einen Vortrag über Offenbarung, bei dem er das vorgeschlagene Schema „De fontibus revelationis“ („Über die Quellen der Offenbarung“) als schon in der Überschrift verfehlt kritisierte: Schrift und Überlieferung seien nicht Quellen der Offenbarung, sondern lediglich Medien ihrer Übermittlung. Kardinal Joseph Frings griff Ratzingers Gedanken auf dem Konzil auf, das Schema „De fontibus revelationis“ wurde verworfen, Teile von Ratzingers Gedanken fanden Eingang in die Konzilskonstitution Dei Verbum.

## Veröffentlichung der Gutachten von Michael Schmaus und Kontroverse um Ratzingers Darstellung der Ablehnung seiner Habilitationsschrift
Am 11. Januar 2024 veröffentlichte die Zeitschrift Publik-Forum die beiden bis dahin unter Verschluss gehaltenen, von Michael Schmaus angefertigten Gutachten zu Ratzingers Habilitationsschrift – das erste zur zunächst abgelehnten Fassung und das zweite zur danach überarbeiteten, angenommenen Fassung.
Der Theologe Richard Heinzmann hatte die Dokumente als Durchschläge der Originale zusammen mit einer gleichzeitig veröffentlichten Stellungnahme übergeben, um sicherzustellen, dass Ratzingers Darstellung in seiner Autobiografie kritisch hinterfragt und gegebenenfalls korrigiert wird. Ratzingers Autobiografie erschien 1997, zu einem Zeitpunkt, als Schmaus schon verstorben war; Schmaus konnte daher Ratzingers darin enthaltener Darstellung der Ablehnung seiner Habilitationsschrift nicht widersprechen. Heinzmann nimmt seinen akademischen Lehrer in Schutz gegen den in Ratzingers Memoiren seiner Meinung nach fälschlich vermittelten Eindruck, Schmaus habe Ratzingers Karriere behindern wollen, und sieht den Ruf des Gutachters beschädigt. Korrekturbedarf an Ratzingers Darstellung sieht auch der Chefredakteur der Publik-Forum, Matthias Drobinski. Erich Garhammer betont, Schmaus habe Ratzingers Karriere nicht behindert, sondern sogar gerettet, indem er den zweiten Anlauf zur Habilitation durch den Vorschlag zur Kürzung der Arbeit ermöglichte. Gleichzeitig stellt er auch anderen Teilen der Biografie Ratzingers eine alternative Darstellung der Ereignisse gegenüber.
Vor dem Hintergrund der Rolle von Schmaus bei der späteren Berufung Ratzingers nach Bonn – Schmaus habe das verhindern wollen – nennt Manuel Schlögl es absurd, dass Schmaus der Urheber der rettenden Idee sei, Ratzingers erste Fassung bis auf den dritten Teil zu kürzen und erneut einzureichen. Auch eine mögliche Berufung Ratzingers nach München habe Schmaus torpediert, wie Sitzungsprotokolle offenbaren würden. Schmaus habe die theologische Linie Söhngens und Ratzingers nicht gepasst. Schlögl weist darauf hin, dass Ratzinger seine Erinnerungen sehr wahrscheinlich ohne Kenntnis der Gutachten Schmaus' verfasst habe, also keine textkritisch fundierte Analyse habe abgeben können. Die in den neu veröffentlichten Gutachten geäußerten Kritikpunkte – etwa ein zu selbstsicheres oder auch anmaßendes theoretisches Vorgehen – seien laut Schlögl in der Autobiografie bereits eingeräumt; von einer Beschönigung könne daher keine Rede sein.

## Textausgaben
Teilausgabe und Teilübersetzungen:
- Josef Ratzinger: Die Geschichtstheologie des heiligen Bonaventura, Schnell und Steiner, München 1959, OCLC 73662129; Neuauflage: EOS, St. Ottilien 1992, ISBN 3-88096-081-X.
- Josef Ratzinger: La teologia della storia di San Bonaventura, Mailand 1978, 1991 (italienisch), ISBN 88-404-2411-3.
- Josef Ratzinger: La théologie de l’histoire de saint Bonaventure, Paris 1988 (französisch), ISBN 2-13-041828-7.
- Josef Ratzinger: The Theology of History in St. Bonaventure, Chicago 1971, 1989 (amerikanisch), ISBN 0-8199-0415-5.
- Joseph Ratzinger: Teologia istoriei la sfântul Bonaventura, Iași 2019 (rumänisch), ISBN 978-606-578-376-8.

Gesamter Text:
Seine ursprüngliche Absicht, die beanstandeten Teile seiner Arbeit in Form einer Monographie zu veröffentlichen, konnte Ratzinger nicht verwirklichen, da er anderweitig zu sehr beschäftigt war. Erst nach seiner Wahl zum Papst erschien das Werk in seiner Gänze unter der Herausgeberschaft von Marianne Schlosser im zweiten Band von Ratzingers Gesammelten Schriften:
- Joseph Ratzinger: Das Offenbarungsverständnis und die Geschichtstheologie Bonaventuras. In: Joseph (Benedikt XVI.) Ratzinger: Offenbarungsverständnis und Geschichtstheologie Bonaventuras. Habilitationsschrift und Bonaventura-Studien (Joseph Ratzinger Gesammelte Schriften, Bd. 2), Herder, Freiburg 2009, ISBN 978-3-451-30130-8

In der Ausgabe des gesamten Textes von 2009 entspricht der 1. Abschnitt, gegliedert in zwei Abteilungen, den 1956 nicht erneut eingereichten ersten beiden Teilen (Bonaventuras Offenbarungsbegriff und seine Auffassung von der Heilsgeschichte betreffend) in ihrer Fassung von 1955; der 2. Abschnitt zur Geschichtstheologie Bonaventuras dem überarbeiteten und dann erneut eingereichten dritten Teil in der Fassung der Druckausgabe von 1959. Durch die Zusammenführung der bislang unveröffentlichten, nicht überarbeiteten, und des für die Erstveröffentlichung überarbeiteten und ausgebauten Teils ergeben sich Wiederholungen im Text.
Zusammen mit dem gesamten Text der Habilitationsschrift sind im zweiten Band von Ratzingers gesammelten Schriften einige bereits früher erschienene Aufsätze des Autors zum Thema Bonaventura neu abgedruckt. Einige davon sind aus dem Material der nicht erneut bei der Universität eingereichten Teile erwachsen; so veröffentlichte Ratzinger 1958 einige der Ergebnisse der Arbeit von 1955 im Aufsatz Offenbarung – Schrift – Überlieferung. Ein Text des heiligen Bonaventura und seine Bedeutung für die gegenwärtige Theologie zusammen mit einer Interpretation zu aktuellen Fragen der Theologie.